# Aziz Akhannouch
Aziz Akhannouch (àrab: عزيز أخنوش)  (Tafraout, 16 d'agost de 1961) és un polític, empresari i multimilionari marroquí que actualment és el primer ministre del Marroc des del 10 de setembre de 2021. És el CEO del Groupo Akwa i també es va exercir com a ministre d'Agricultura del 2007 al 2021.

## Biografia
El 1986, Akhannouch es va graduar a la Universitat de Sherbrooke amb un títol en administració.

### Trajectòria professional
És CEO del Groupo Akwa, un conglomerat marroquí particularment actiu en el sector del petroli i el gas. Forbes va estimar el seu patrimoni net en 1,4 mil milions de dòlars el novembre de 2013. Akhannouch va heretar Akwa del seu pare. El 2020, Akhannouch va ocupar el lloc 12 a la llista anual de Forbes dels multimilionaris més rics d'Àfrica.

### Trajectòria política
De 2003 a 2007, Akhannouch va ser president del consell regional dels Souss-Massa-Draâ. Va ser membre del partit Agrupació Nacional dels Independents, abans de deixar-ho el 2 de gener de 2012. El 23 d'agost de 2013 va ser nomenat pel Rei Mohamed VI Ministre de Finances de forma interina després que els ministres de l'Istiqlal renunciessin al gabinet d'Abdelilah Benkiran, càrrec que va mantenir fins al 9 d'octubre de 2013. El 29 d'octubre del 2016, Akhannouch es va reincorporar al RNI després de ser elegit president del partit. Va assumir el càrrec de Salaheddine Mezouar, que havia renunciat.
El 27 de juliol del 2016 es va reunir amb Jonathan Pershing, enviat especial per al canvi climàtic dels Estats Units. A la seva reunió, Akhannouch i Pershing van parlar sobre els preparatius de la Conferències de les Nacions Unides sobre el canvi climàtic de 2016.
El març de 2020, a través de la seva empresa Afriquia, una subsidiària del grup Akwa, Akhannouch va donar aproximadament mil milions de dirhams (uns 100 milions €) al Fons de Gestió de la Pandèmia de Coronavirus fundat pel Rei Mohamed VI.
A les eleccions parlamentàries del Marroc de 2021 el partit que lidera va ser el més votat obtenint 102 dels 395 escons. El 10 de setembre de 2021, va ser nomenat primer ministre pel Rei Mohamed VI, succeint a Saadeddine Othmani.

## Vida personal
Està casat amb Salwa Idrissi, una dona de negocis que és propietària d'una empresa activa a centres comercials i posseeix les franquícies marroquines per a marques com Gap, Zara i Galeries Lafayette.